# New Maps of Hell
New Maps of Hell är Bad Religions fjortonde studioalbum. Det gavs ut i Europa den 9 juli 2007 och dagen efter i Nordamerika.
Skivan är producerad av Joe Barresi, som tidigare jobbat med bland andra Tool, Queens of the Stone Age och Weezer. Den blev 35:a på Billboards albumlista.

## Låtlista
1. "52 Seconds" (Brett Gurewitz) - 0:58
2. "Heroes & Martyrs" (Brett Gurewitz) - 1:26
3. "Germs of Perfection" (Greg Graffin) - 1:28
4. "New Dark Ages" (Brett Gurewitz) - 2:48
5. "Requiem for Dissent" (Greg Graffin) - 2:08
6. "Before You Die" (Greg Graffin) - 2:35
7. "Honest Goodbye" (Brett Gurewitz) - 2:52
8. "Dearly Beloved" (Brett Gurewitz) - 2:20
9. "Grains of Wrath" (Greg Graffin) - 3:01
10. "Murder" (Brett Gurewitz) - 1:19
11. "Scrutiny" (Greg Graffin) - 2:37
12. "Prodigal Son" (Brett Gurewitz) - 3:08
13. "The Grand Delusion" (Greg Graffin) - 2:11
14. "Lost Pilgrim" (Greg Graffin) - 2:28
15. "Submission Complete" (Greg Graffin) - 3:41
16. "Fields of Mars" (Brett Gurewitz) - 3:40

## Medverkande
- Greg Graffin - sång
- Brett Gurewitz - gitarr
- Brian Baker - gitarr
- Greg Hetson - gitarr
- Jay Bentley - bas, sång
- Brooks Wackerman - trummor